# سكوت ستيفنز (لاعب كرة قدم أسترالية)
سكوت ستيفنز (بالإنجليزية: Scott Stevens)‏ هو لاعب كرة قدم أسترالية أسترالي، ولد في 15 يناير 1982 في برث في أستراليا.

## وصلات خارجية
- سكوت ستيفنز على موقع AustralianFootball.com (الإنجليزية)
- سكوت ستيفنز على موقع AFLtables.com (الإنجليزية)